# Bakio
Bakio és un municipi de Biscaia, a la comarca d'Uribe.
Està format per una petita vall drenada a l'interior pel riu Estepona. Aquesta vall està envoltada per muntanyes a l'est, sud i oest i queda oberta pel nord al mar Cantàbric. El municipi limita al nord amb el mar, a l'est amb la localitat de Bermeo, al sud amb la localitat de Mungia i a l'oest amb les localitats de Maruri i Lemoiz. El municipi es deia antigament Basigo de Bakio, i aquest és el nom del seu barri principal. En 1927 es van afegir al municipi els barris de San Pelaio i Zubiaur, que fins llavors havien pertangut a Bermeo.
A pesar de la seva situació costanera i del seu origen com llogaret de pescadors, Bakio no té gaire tradició marinera i ha estat més aviat una localitat tradicionalment agrícola. Té un microclima especial, amb abundants precipitacions i un clima temperat, sense gairebé neu o gelades, cosa que afavoreix el cultiu de la vinya i la producció del vi denominat txacoli. En l'actualitat s'ha transformat en una localitat residencial i turística. Durant l'estiu se solen organitzar nombrosos esdeveniments en el municipi que contribuïxen a amenitzar l'estada dels estiuejants i doten el petit municipi d'una interessant vida cultural. Entre aquests esdeveniments hi ha la Setmana de Música de Bakio, el Festival Internacional de Folklore, cinema a l'aire lliure, campionat de pilota(pilota basca), el mercat d'artesania, un concurs de fotografia, mercat agrícola, les festes patronals, el Dia de l'Andra Mari, campionat de surf, etc.